# Олтар Торнабуони
Олтарът Торнабуони (на италиански: Pala Tornabuoni) е олтар, съставен от няколко части с картини на италианския ренесансов художник Доменико Гирландайо, рисувани през 1490 – 1498. Олтарът е предназначен за Капела Торнабуони в семейна капела (параклис) в църквата „Санта Мария Новела“ във Флоренция, Италия. Олтарните картини са изпълнени с темпера върху дървени панели (пана). През 1804 г. олтарът, който тогава се намира в центъра на капелата, е разчленен и през 1816 г. разпродаден на части на антикварния пазар. Отделните оцелели части от него са изложени в няколко световни музея: Берлинската картинна галерия, Старата пинакотека в Мюнхен, Музея за изящни изкуства в Будапеща и в колекцията на Фондация Маняни-Рока в Траверсетоло.

## История
Олтарът на капелата с олтарни картини е започнат от Гирландайо след завършване на цикъла стенописи с историите на Богородица и Свети Йоан Кръстител. Гирландайо работи върху олтарните картини до смъртта си през 1494 г. и цялостната композиция е завършена от неговите братя и помощници чак през 1498 г. В биографията на художника Джорджо Вазари отбелязва следното: „... С темпера той рисува отделно олтарна картина на Богородица, носеща се във въздуха с младенеца на ръце, заобиколена от светци, и други фигури в шест рамки, сред които св. Лаврентий и св. Стефан, съвсем живи, и св. Викентий и св. Петър мъченик, които едва не говорят. Тази композиция поради смъртта на Доменико частично остава незавършена; наистина, много той вече успява да направи, но остават няколко фигури от обратната страна на олтара, където е картината Възкресение Христово, и три фигури в споменатите рамки, и всичко това завършват след него братята му Бенедето и Давид...“ 
През 1804 г. олтарът Торнабуони, който тогава се намира в центъра на капелата, е разчленен и през 1816 г. разпродаден на части на антикварния пазар. Днес част от прилежащите пана с образи на светци са загубени, като олтарните картини и четири от страничните пана са притежание на различни музеи. Две пана, които се намират в Берлин, са били унищожени през май 1945 г. при пожар в „Кайзер Фридрих музеум“ по време на Втората световна война.
Олтарът Торнабуони има две лица: едното лице с картината „Богородица в слава със светци“ е обърнато към вярващите в наоса, а другото лице с „Възкресение Христово“ е обърнато към доминиканските монаси в хора. Затова той се състои от голям централен панел с картини от всяка страна и шест отделения на светци, от които само четири са оцелели до днес.

## Съставни части
Олтарът се състои от следните известни части, както следва:
- Богородица в слава със светци (предна олтарна картина), 221 x 198 см., в Старата пинакотека, Мюнхен. Богородица е изобразена заобиколена от серафими и херувими, държейки в ръце младенеца, когото кърми. Два симетрично разположени ангела са изобразени в горната част на дъската. В долната част на картината са изобразени четирима светци: Свети Доминик де Гусман, основател на Ордена на доминиканците, който се държи отворена книга и показва принципите на ордена, св. Архангел Михаил, св. Йоан Кръстител, и св. Йоан Богослов. В заден план е изобразен пейзаж във фламандски стил със скали, градски кули, заоблени хълмове и широколистни дървета;
- Възкресението на Христос (задна олтарна картина), 221x199 см, Берлинска картинна галерия, Берлин. Картината показва Възкресението на Христос, който се издига от гробницата сред облак от херувими, и държи в ръката си знамето на кръстоносците. На преден план са четирима войници, разбудени от чудотворното събитие, които бягат ужасени;
- Света Екатерина от Сиена, Старата пинакотека, Мюнхен;
- Свети Лаврентий, Старата пинакотека, Мюнхен;
- Свети Стефан, Музей за изящни изкуства, Будапеща;
- Свети Петър Мъченик, Фондация Маняни-Рока, Траверсетоло (провинция Парма);
- Свети Винсент Ферер, преди в Кайзер Фридрих музеум, Берлин, унищожена в пожара през май 1945 г.;
- Свети Антонино Пиероци, преди в Кайзер Фридрих музеум, Берлин, унищожена в пожара през май 1945.

## Възможна реконструкция заедно с паната със светци
|  |  |  |  |  |  |
|  |  |  |  |  |  |

|  |  |  |